# Viels-Maisons
Viels-Maisons és un municipi francès situat al departament de l'Aisne i a la regió dels Alts de França. L'any 2007 tenia 999 habitants.

## Demografia

### Població
El 2007 la població de fet de Viels-Maisons era de 999 persones. Hi havia 375 famílies de les quals 80 eren unipersonals (34 homes vivint sols i 46 dones vivint soles), 135 parelles sense fills, 126 parelles amb fills i 34 famílies monoparentals amb fills.
La població ha evolucionat segons el següent gràfic:
Habitants censats

### Habitatges
El 2007 hi havia 472 habitatges, 385 eren l'habitatge principal de la família, 37 eren segones residències i 51 estaven desocupats. 424 eren cases i 44 eren apartaments. Dels 385 habitatges principals, 300 estaven ocupats pels seus propietaris, 80 estaven llogats i ocupats pels llogaters i 5 estaven cedits a títol gratuït; 5 tenien una cambra, 15 en tenien dues, 52 en tenien tres, 105 en tenien quatre i 208 en tenien cinc o més. 283 habitatges disposaven pel capbaix d'una plaça de pàrquing. A 205 habitatges hi havia un automòbil i a 139 n'hi havia dos o més.

### Piràmide de població
La piràmide de població per edats i sexe el 2009 era:
| Homes | Edats   | Dones |
| ----- | ------- | ----- |
| 0     | 95 o +  | 1     |
| 0     | 90 a 94 | 6     |
| 2     | 85 a 89 | 9     |
| 6     | 80 a 84 | 10    |
| 18    | 75 a 79 | 10    |
| 26    | 70 a 74 | 13    |
| 19    | 65 a 69 | 28    |
| 23    | 60 a 64 | 33    |
| 25    | 55 a 59 | 18    |
| 35    | 50 a 54 | 19    |
| 27    | 45 a 49 | 41    |
| 47    | 40 a 44 | 46    |
| 29    | 35 a 39 | 37    |
| 35    | 30 a 34 | 29    |
| 30    | 25 a 29 | 34    |
| 18    | 20 a 24 | 20    |
| 59    | 15 a 19 | 35    |
| 57    | 10 a 14 | 30    |
| 43    | 5 a 9   | 26    |
| 33    | 0 a 4   | 25    |

## Economia
El 2007 la població en edat de treballar era de 640 persones, 482 eren actives i 158 eren inactives. De les 482 persones actives 425 estaven ocupades (247 homes i 178 dones) i 58 estaven aturades (26 homes i 32 dones). De les 158 persones inactives 44 estaven jubilades, 49 estaven estudiant i 65 estaven classificades com a «altres inactius».

### Ingressos
El 2009 a Viels-Maisons hi havia 413 unitats fiscals que integraven 1.058 persones, la mediana anual d'ingressos fiscals per persona era de 16.846 €.

### Activitats econòmiques
Dels 51 establiments que hi havia el 2007, 1 era d'una empresa alimentària, 2 d'empreses de fabricació d'altres productes industrials, 18 d'empreses de construcció, 6 d'empreses de comerç i reparació d'automòbils, 3 d'empreses de transport, 2 d'empreses d'hostatgeria i restauració, 1 d'una empresa d'informació i comunicació, 2 d'empreses financeres, 5 d'empreses immobiliàries, 6 d'empreses de serveis, 3 d'entitats de l'administració pública i 2 d'empreses classificades com a «altres activitats de serveis».
Dels 22 establiments de servei als particulars que hi havia el 2009, 1 era una oficina de correu, 2 tallers de reparació d'automòbils i de material agrícola, 5 paletes, 2 fusteries, 5 lampisteries, 3 electricistes, 1 empresa de construcció, 2 perruqueries i 1 agència immobiliària.
Dels 3 establiments comercials que hi havia el 2009, 1 era una botiga de més de 120 m², 1 una botiga de menys de 120 m² i 1 una fleca.
L'any 2000 a Viels-Maisons hi havia 10 explotacions agrícoles.

## Equipaments sanitaris i escolars
El 2009 hi havia una escola elemental.

## Poblacions més properes
El següent diagrama mostra les poblacions més properes.